# Музичний музей Македонії
Музичний музей Македонії — музей в Салоніках, Греція, відкритий 1984 року грецьким композитором Стеліолосом Копсахілісом, який подарував свою музичну колекцію «Історико-етнографічному товариству Халкідіки». Музей тимчасово розміщувався в приміщенні цього товариства, допоки не отримав постійну будівлю в 1997 році.
Експозиція музею включає в себе музичний матеріал Македонії, а також з європейських країн. Македонська колекція складається з традиційних інструментів, фотографій музикантів, записи візантійської та народної музики, книг і сцен з музичних спектаклів, зображень на давньогрецькій кераміці. У свою чергу європейська колекція включає музичні інструменти, музичні нагороди і монети, що мають відношення до музичної тематики.
Музей організовує тимчасові виставки в Салоніках і в інших містах Греції.